# فوتشو (أكي)
فوتشو هي مدينة تقع في قضاء أكي في محافظة هيروشيما، اليابان. تبلغ مساحة هذه المدينة 10.45 (كم²)، ويبلغ عدد سكانها 49,839 نسمة حسب إحصاء سنة 2003 م.

## أعلام
- كينتارو نيشيمورا
- تايت كوبو
- ساتوشي موراياما